# ピンキー・チックス
ピンキー・チックス（Pinky Chicks）は、1960年代後半に活動した全員女性のグループ・サウンズのバンド。

## 前期メンバー
- 糸乗美和（ボーカル）
- ジュリー広岡（ギター）
- 富樫由美（ギター）
- 丘なおみ（ベース）
- 鳳美加（ドラムス）
- 松原美穂（キーボード）

## 後期メンバー
- 丘なおみ（ボーカル）
- 千原ポポ（ボーカル）
- 富樫由美（ギター）
- 島ユカ（ベース）
- 愛田ユキ（ドラムス）
- やまみえ（キーボード）

## 概要
1966年、ダンサーだった丘を中心に結成された歌とダンスのグループ、スイート・ローゼズが前身。GSブームに対応して楽器を持つようになり、1967年に改名しビクター芸能へ所属。米軍キャンプやクラブのショーで活動、またテレビ番組「11PM」にてオリジナル曲「キッスに酔っちゃった」を演奏した。
2枚目のシングルのバッキングは後にエイプリル・フールに発展するGSのザ・フローラルが担当。
ボーカルの糸乗美和は「いとのり かずこ」の名で1971年にキングレコードよりソロ・デビュー。

## ディスコグラフィー

### シングル
- ヨッパラッタお嬢さん／そばにいて（1968年3月）日本ビクター
- 恋のかれ葉／悲しい恋のバラード（1969年）日本ミュージカラー
- 祭コ来た晩／当節ドンパン節（1971年4月）日本コロムビア

## 映画出演
- 喜劇 初詣列車（1968年 東映）
- 女賭博師乗り込む（1968年 大映）